# Јованка Орлеанка
За чланак о опери погледајте Јованка Орлеанка (опера).
Јованка Орлеанка, Девица из Орлеана (фр. Jeanne d`Arc, енгл. Joan of Arc; Домремију, данас Домреми ла Писел, 1412 — Руан, 30. мај 1431) национална је јунакиња Француске због своје улоге у ланкастерској фази Стогодишњег рата.
Родитељи Јованке Орлеанке су Жак Орлеан и Изабел Роме. Она потиче из сеоске пoродице из Домремија на североистоку Француске. Јованка је тврдила да је имала визију у којој су јој архангел Михаил, Света Марина и Света Екатерина Александријска наложили да подржи Шарла  и ослободи Француску из енглеске доминације крајем Стогодишњег рата. Некрунисани краљ Шарл VII је послао Јованку у опсаду Орлеана као део појачања. Она је добила на значају након што је опсада прекинута само девет дана након њеног доласка. Неколико додатних одлучних победа омогућило је крунисање Шарла VII у Ремсу. Тај дуго очекивани догађај је подигао француски морал и поплочао пут за крајњу француску победу.
Дана 23. маја 1430, Бургундска фракција је заробила Јованку код Компјења. Та фракција је сарађивала са Енглезима. Она је изручена Енглезима и суђено јој је у процесу који је предводио про-енглески бискуп од Бове Пјер Кошон за низ оптужби. Након што ју је Кошон прогласио кривом, она је спаљена на ломачи дана 30. маја 1431, у својој деветнаестој години живота.
Године 1456, инквизиторски суд који је овластио Папа Калист III, испитао је суђење, раскринкао оптужбе против ње, утврдио да је невина, и прогласио је мучеником. У 16. веку она је постала симбол Католичке лиге, а 1803. године Наполеон Бонапарта ју је прогласио националним симболом Француске. Она је беатификована 1909. и канонизована 1920. године. Јованка Орлеанка је један од девет секундарних светаца заштитника Француске, заједно са Светим Денисом, Светим Мартином од Тура, Светим Лујем, Светим Михаилом, Светим Ремигијем, Светим Петронилом, Светим Радегундом и Светом Терезом из Лизјеа.
Јованка Орлеанка је остала популарна фигура у књижевности, сликарству, скулптури, и другим културним радовима од времена њене смрти, и многи познати писци, режисери и композитори су створили радове о њој. Културни прикази Јованке Орлеанке се настављају у филмовима, позоришту, телевизији, видео играма, музици и наступима до данас.

## Биографија
Село Домреми се тада налазило под влашћу војводе Бургундије у заједници са Енглезима. Потицала је из врло сиромашне породице. Мајка Изабел Роме је била домаћица, а отац јој је био ситни сеоски земљопоседник, који се једино бавио земљорадњом. Имала је још два брата и две сестре, који су умрли веома млади. Родитеље је изгубила када су Енглези освојили Домреми. Бригу о њој је тада повео њен ујак и његова жена који су били нешто богатији.
Као млада девојка била је пастирка и свакога дана је тражила да је њени старатељи воде у цркву да се исповеда.
Јованка Орлеанка никада није научила да чита и пише. Била је сиромашно одевена, а они који су је познавали говорили су да би по цео дан проводила по планини чувајући стадо и певушећи песме. Било јој је 13. година када је чула прве небеске гласове који су је поручивали да дође у цркву и да се помоли јер ће отада почети њена божја мисија. То је несумњиво за њу представљало некакво предсказање и неки Божји задатак који је био поверен њој.
Већ 1428, како ће то касније на суђењу изјавити, добила је божји позив да помогне француском заповеднику Роберу Бадрикуру и француском дофену (регенту) Шарлу VII Победнику у бици код Вокулера. То је мало месташце које се налазило свега неколико километара од њеног села. Орлеанка је полетела право у срж битке, одевена у бедну пастирску ношњу, а заповедник ју је одмах вратио натраг.
У међувремену, ситуација за дофена Шарла и његове феудалце се драстично погоршавала. Енглези су заузели Орлеан 12. октобра 1428, приближавајући се Шинону, где се налазило средиште дофенове резиденције.
Орлеанка поново напушта своје село 1429. и поново одлази у Вокулер. Француски заповедник је поново покушао да је удаљи. Орлеанка је изјавила да је Бог њу послао да помогне Французима да отерају Енглезе, да се Шарлу VII Победнику стави краљевска круна и да се затим она повлачи. Она је Бадрикуру рекла:
| „ | Ја не знам да јашем. Не знам ни да се борим. Бог је онај који ће ме водити и помоћи ми. | ” |

И поред тога што су је Французи исмевали, Јованка је остала у Орлеану. Затим је почела да тражи престолонаследника јер му је по божјим заповестима она морала помоћи у рату против Енглеза.
Поручила је да ће доћи да разговара са престолонаследником Шарлом. Нашла га је у Шинону. Када је дофен чуо за њен долазак, ставио ју је на пробу. Преобукао се у бедног грађанина, а поставио свог најбољег сарадника да буде престолонаследник. Орлеанка га је одмах нашла и поклонила му се до земље.
На ноћној вечери у замку феудалца Тремоја, сви су негативно мислили о дофеновој заштитници. Сматрали су да је енглески шпијун, да је вештица и чаробница.
Орлеанка је примљена на разговор код дофена и успела је да тог слабашног регента натера на акцију за истеривање Енглеза из Француске.
Да би француска аристократија била сигурна да је Орлеанка девица, како се у писмима представљала, послала ју је у Поатје, где су је прегледали већи број француских лекара и опатица не би ли установили да ли је девица или не. Када је утврђено да је заиста девица, враћа се у Шинон и припрема се за рат.
Истина, поред ње су се стално налазили француски команданти и велики број војних стратега, а Орлеанка је била само ту фактор који је давао својом упорношћу и жељом за истеривање Енглеза додатни подстрек француској војсци.
Понуђен јој је мач дофена, али га је она одбила и једино је тражила да јој се донесе Божја слика пред којом је стално понављала молитву упућеној Девици Марији.
Прва њена акција је било ослобађање Орлеана.
Издиктирала је писмо које је послато господину Ротслеру у Орлеану 22. априла 1429. да мирно напусти Орлеан, или ће га она уз Божју помоћ сама истерати.
Дана 30. априла је узјахала коња, а поред ње су се стално налазила два до три француска витеза и кренула је са њима ка тврђави. Ту је била и рањена посред груди, а Французи су 22. маја 1429. истерали Енглезе из града.
После опоравка, као ритерка је поново узјахала и кренула са француском војском према Патеу.
Поставља се велико питање да ли је Орлеанка у борбама учествовала као ритер или само као вођа. Она је на суђењу изјавила да није убила ни једног противничког војника, већ да је само спроводила божје наредбе и да је духовно водила своју војску.
Град Пате је пао 18. јуна 1429, чиме је отворен пут за Ремс. У пратњи дофена и његове дворске камариле, одлази у палату у Ремсу где је 17. јула 1429. Шарл VII Победник крунисан за краља. Орлеанка је стајала поред њега, поклонила му се и молила га је отпусти из војне службе јер је њена мисија завршена. Нарочито су против тога били француски ритери јер им је она давала духовну снагу и просто их у свакој борби присиљавала само на победу. Популарност Јованке Орлеанке нису нимало лепо прихватили горњи слојеви француског друштва. Она је била обична сељанка која је захваљујући француским ритерима уздигнута до неба. Нарочито је било интересантно занимање краља Шарла за њу. После крунисања, он је једино новчано помагао њене најближе и ништа више.

### Суђење и смрт
Дана 24. маја 1430. учествовала је у одбрани Компјења од Бургунда. Главни заповедник одбране града Гијом де Флави је направио велику грешку када је наредио да се затворе врата пред француским војницима који су се повлачили према тврђави. Испред затворених врата нашла се и Орлеанка са својим ритерима. Бургунди су је оборили с коња и везали, а остале војнике побили.
Док је трајала опсада Компјења, покушавала је неколико пута да побегне из тамнице и да помогне браниоцима града. Веровала је да ће је спасити њен краљ Шарл и дати огроман новац за њен откуп. Међутим, уместо откупа, дата је на чување Јовану Луксембуршком који ју је за 100.000 златних фунти продао енглеском краљу Хенрију VI. Краљ Шарл VII Победник није ништа учинио да би је ослободио. Енглези су против ње организовали црквено суђење у граду Руану, који се тада налазио под протекторатом Бургундије. За главног судију је изабран бискуп Бовеа Пјер Кошон (фра. Cauchon - Свиња). Орлеанка је била заточена у старом замку у Руану. Тражила је да буде премештена у црквену тамницу и да јој се обезбеди свештеник да би се исповедала.
Први пут се појавила пред поротом 21. фебруара 1431. године. Оптужена је као лажни пророк, чаробњак, вештица и јеретик. Оптужена је да је извршила масовни злочин убијајући енглеске војнике у борби и да је наређивала зверства. 29. маја судско веће од 37 судија је одлучило да је прогласи кривом као јеретика и лажног верника.
Кошон је покушао да следи исправну инквизиторску процедуру, 217] али је суђење имало много неправилности. Јованка је требало да буде у рукама цркве током суђења и да је чувају жене, али уместо тога су је затворили Енглези и чували су је мушки војници под командом војводе од Бедфорда. Супротно канонском праву, Кошон није утврдио Јованкину срамоту пре него што је наставио са суђењем. Јованки Орлеанки није прочитана оптужбе против ње све док није почела њена испитивања. Процедуре су биле испод инквизиторских стандарда, подвргавајући Џоан дугим испитивањима без правног саветника. Један од свештеника на суђењу је одступио јер је сматрао да је сведочење изнуђено и да је његова намера била да зароби Џоан; други је оспорио Кошоново право да суди суђењу и био је у затвору. Постоје докази да су записници са суђења фалсификовани.
Током суђења, Јованка је показала одличну самоконтролу. Она је навела своје иследнике да постављају питања узастопно, а не истовремено, да се по потреби враћају на своје записе и завршавају излагања када је она захтевала. Сведоци на суђењу били су импресионирани њеном опрезношћу када је одговарала на питања. На пример, у једној размени су је питали да ли зна да је у Божјој милости. Питање је било замишљено као научна замка, јер је црквена доктрина сматрала да нико не може бити сигуран да је у Божијој милости. Да је одговорила позитивно, била би оптужена за јерес; да је негативно, признала би сопствену кривицу. Јованка је избегла замку тако што је изјавила да се, ако није у Божијој милости, нада да ће је Бог тамо ставити, а ако је у Божјој милости онда се надала да ће тако и остати.[232] Један од судских бележника на њеном суђењу касније је сведочио да су испитивачи били запањени њеним одговором. Да би је убедила да се покори,показили су јој инструменте за мучење. Када је одбила да буде застрашена, Кошон се састала са десетак процењивача (поротника) да гласају о томе да ли треба да буде мучена. Већина се одлучила против тога.
Јавна јерес је била тешки злочин, у којем је непокајани или повратник јеретик могао бити стављен на суђење световних судова и кажњен смрћу. Пошто је потписала одрицање, Јованка више није била непокајана јеретика, али је могла да буде погубљена ако буде осуђена да је поново упала у јерес. Као део одрицања и покајања, од Јованке се захтевало да се одрекне ношења мушке одеће. Заменила је своју одећу за женску хаљину и дозволила да јој се обрије глава. Враћена је у своју келију и држана у ланцима уместо да је пребачена у црквени затвор. Сведоци на суђењу за рехабилитацију су изјавили да је Џоан била подвргнута малтретирању и покушајима силовања, укључујући и један енглески племић, и да су стражари стављали мушку одећу у њену ћелију, приморавајући је да је носи.[250] Кошон је обавештен да је Џоан наставила да носи мушку одећу. Послао је свештенике да је опомену да остане у покорности, али Енглези су их спречили да је посете.
Пресуда је донесена 30. маја 1431. по којој је осуђена на ломачу. Пре самог чина спаљивања, у тамници су је посетили свих 37 судија и рекли јој да се њима може слободно исповедити. Тада је Орлеанка изјавила да више не чује божје гласове. Спаљена је тачно у подне 30. маја 1431. на градском тргу пред масом људи. Била је обучена у посебну ношњу на којој су били ушивени црвени ђаволи, пошто је ту блузу носио сваки јеретик који је осуђен на ломачу. За време спаљивања, око ње су кружили црквењаци са књигама и читали молитве за спас људских душа од оваквих јеретика. Њени остаци су затим бачени у Сену.

## Последице и суђење за рехабилитацију
Војна ситуација није промењена Јованкиним погубљењем. Њени тријумфи су подигли морал Армањака, а Енглези нису успели да поврате замах у борбама.[264] Шарл је остао краљ Француске, упркос ривалском крунисању одржаном за десетогодишњег Хенрија VI од Енглеске у катедрали Нотр Дам у Паризу 1431. Године 1435, Бургунди су потписали уговор у Арасу, напуштајући савез са Енглеском. Двадесет две године након Јованкине смрти, рат је завршен победом Француза у бици код Кастијона 1453. и Енглези су протерани из целе Француске изузев Калеа.
Јованкино погубљење створило је политичку одговорност за Шарла, што имплицира да је његово посвећење за краља Француске постигнуто поступцима јеретика. Петнаестог фебруара 1450, неколико месеци након што је повратио Руан, Шарл је наредио Гијому Бујеу, теологу и бившем ректору Универзитета у Паризу, да отвори истрагу. У краткој истрази, Бује је интервјуисао седам сведока Јованкиног суђења и закључио да је пресуда Јованки као јеретици била произвољна. Била је ратни заробљеник, третиран као политички затвореник, и без основа је убијена. Бујеов извештај није могао да поништи пресуду, али је отворио пут за касније понављање суђења.
Године 1452, другу истрагу о Јованкином суђењу отворили су кардинал Гијом, папски легат и Чарлсов рођак, и Жан Брехал, недавно именовани инквизитор Француске, који је интервјуисао око 20 сведока. Истрага је вођена 27 чланака који су описали како је суђење Јованки било пристрасно.  Одмах након истраге, кардинал је 9. јуна отишао у Орлеан и поделио индулгенцију онима који су учествовали на церемонијама у Јованкину част 8. маја у знак сећања на укидање опсаде.
Следеће две године кардинал и Брехал су радили на случају. Брехал је 1454. проследио петицију Јованкине мајке, Изабел, и два Јованкина брата Жана и Пјера, папи Николи V. Брехал је поднео резиме својих налаза теолозима и правницима у Француској и Италији, као и професору на Универзитету у Бечу, од којих је већина дала мишљења која су наклоњена Јованки Орлеанки. Након што је Никола V умро почетком 1455. године, нови папа Каликст III је дао дозволу за покретање процеса за рехабилитацију и именовао три комесара да надгледају процес: Жана Јувенала де Урсинса, надбискупа Ремса; Гијом Шартије, бискуп Париза; и Ричарда Оливијеа де Лонгеја, бискупа Кутанса. Изабрали су Брехала за инквизитора.
Суђење за рехабилитацију почело је 7. новембра 1455. у катедрали Нотр Дам када је Јованкина мајка јавно изнела званичан захтев за рехабилитацију своје ћерке, и завршило се 7. јула 1456. у катедрали у Руану, саслушавши око 115 сведока. Суд је утврдио да је првобитно суђење било неправедно и лажно; Јованкино одрицање, погубљење и њихове последице су поништени. У свом резимеу суђења, Брехал је сугерисао да су Кошон и проценитељи који су га подржавали можда криви за злобу и јерес. Да би се истакла одлука суда, примерак члана оптужбе је формално поцепан. Суд је наложио да се на месту Јованкиног погубљења постави крст.
Орлеанка је била рехабилитована, али не и беатификована. То се догодило 1909, а канонизована је 1920. у време понтификата папе Бенедикта XV. Данас се сматра за једног од најпопуларнијих светаца у Римокатоличкој цркви.

## Визије
Јованкине визије су играле важну улогу у њеној осуди, а њено признање да се вратила на њих је довело до њеног погубљења. Теолози тог доба веровали су да визије могу имати натприродни извор. Надлежни на њеном суђењу фокусирали су се на утврђивање специфичног извора Јованкиних визија, користећи црквени облик discretio spirituum (разлучивање духова). Пошто је била оптужена за јерес, настојали су да покажу да су њене визије лажне. Суђење за рехабилитацију поништило је Јованкину казну, али није прогласило њене визије аутентичним. Папа Лав XIII је 1894. године изјавио да је Јованкина мисија била божански надахнута.
Савремени научници су расправљали о могућим неуролошким и психијатријским узроцима њених визија. Њене визије су описане као халуцинације које произилазе из епилепсије[297] или туберкулома темпоралног режња. Други су имплицирали тровање ерготом, схизофренију, илузиони поремећај или креативну психопатију изазвану њеним раним одгајањем у детињству. Један од ђавољих адвоката на њеном суђењу за канонизацију 1903. тврдио је да су њене визије можда биле манифестације хистерије. Други научници тврде да је Џоан створила неке од специфичних детаља визија као одговор на захтеве испитивача на њеном суђењу.
Многа од ових објашњења су оспорена; записи са суђења осмишљени да покажу да је Јованка била крива за јерес, мало је вероватно да ће пружити објективне описе симптома који су потребни да би се подржала медицинска дијагноза.
Јованкино чврсто веровање у божанску природу њених визија ојачало је њено самопоуздање, омогућило јој да верује себи и дало јој наду током њеног заробљавања и суђења.

## Одећа
Јованкино преоблачење било је тема у пет чланака оптужби против ње током суђења. По мишљењу проценитеља, то је био симбол њене јереси. Њена коначна осуда почела је када је откривено да је наставила да носи мушку одећу, што је схваћено као знак да је поново пала у јерес.
Од времена свог путовања у Шинон, Јованка је обично носила мушку одећу и ошишала косу на мушки начин. Када је отишла из Ваукоулеурса да види дофина у Шинону, Јованка је рекла да је носила црни дублет, црну тунику и кратку црну капу. До тренутка када је ухваћена, стекла је сложенију одећу. На суђењу је оптужена да је носила панталоне, мантију, огртач, дублет, црево спојено са дублетом са двадесет пертли, уске чизме, мамузе, напрсник, кофере, мач, бодеж и копље. Такође је описано да је носила крзно, златни огртач преко оклопа и раскошне навике за јахање од скупоцене тканине.
Током суђења, није забележено да је Јованка дала практичан разлог зашто се обукла. Она је изјавила да је њен сопствени избор да носи мушку одећу, и да то није учинила на захтев људи већ по заповести Бога и његових анђела. Изјавила је да ће се вратити женској одећи када испуни свој позив.
Иако је Јованкино преоблачење коришћено као оправдање њено погубљење, став цркве о том питању није био јасан. Уопштено гледано, на то се гледало као на грех, али није било сагласности о његовој озбиљности. Тома Аквински је изјавио да жена може да носи мушку одећу да би се сакрила од непријатеља или ако није било друге одеће, а Јована је урадила обоје, носећи је на непријатељској територији да би стигла до Шинона и у својој затворској ћелији након њеног одрицања када јој је одузета хаљина.
Облачење јој је можда помогло да одржи невиност тако што је одвраћало од силовања и сигнализирало њену недоступност као сексуалног објекта; научници сматрају да док је Јованка била заточена, ношење мушке одеће је служило само као мало одвраћање од силовања јер је већину времена била у ланцима и оковима. Током већег дела свог активног живота, Јованка се није облачила да би сакрила свој пол. Умјесто тога, можда је функционисало да нагласи њен јединствени идентитет као La Pucelle, модел врлине који превазилази родне улоге и инспирише људе.

## Наслеђе
Она је једна од највише проучаваних личности из периода средњег века, делом зато што су њена два суђења пружила обиље докумената. Њен имиџ, који се временом мењао, укључивао је то да је спаситељка Француске, послушна ћерка Римокатоличке цркве, рана феминисткиња и симбол слободе и независности.
Након Јованкиног погубљења, њена улога у победи у Орлеану подстакла је подршку јавности за њену рехабилитацију. Јованка је постала централни део годишње прославе, а до 1435. представа Mistère du siège d'Orléans (Мистерија опсаде Орлеана), њу је приказао као носилац божанске воље која је ослободила Орлеан. Фестивал у Орлеану који слави Јованку наставља се у модерним временима.
Мање од деценије након њеног суђења за рехабилитацију, папа Пије II написао је кратку биографију описујући је као слушкињу која је спасила краљевину Француску. Луј XII је наручио њену детаљну биографију око 1500.
Јованкино рано наслеђе било је блиско повезано са божанским правом монархије да влада Француском. Током Француске револуције, њена репутација је доведена у питање због повезаности са монархијом и религијом, а фестивал у њену част одржан је у Орлеану 1793. Године 1803. Наполеон Бонапарта је одобрио обнову и прављење нове статуе Јованке у Орлеану, наводећи: „Чувена Јованка ... доказао да нема чуда које француски геније не може да постигне када је национална независност угрожена.“
Она је постала истакнути симбол, бранилац француске нације. Након француског пораза у француско-пруском рату, Јованка је постала окупљалиште за нови крсташки рат за повратак Лорене, провинције њеног рођења. Трећа република је одржала патриотски грађански празник у њену част 8. маја да прослави њену победу код Орлеана. Током Првог светског рата, њена слика је коришћена да инспирише победу. У Другом светском рату, све стране француске ствари су се позивале на њено наслеђе: била је симбол за Филипа Петана у Вишијевској Француској модел за де Голово вођство Слободне Француске, и пример за комунистички отпор. Недавно, њена веза са монархијом и националним ослобођењем учинила ју је симболом француске крајње деснице, укључујући монархистички покрет Француска акција и Партију националног фронта. Јованкин имиџ је користио читав спектар француских политичких опција, и она је важна референца у политичком дијалогу о француском идентитету и јединству.

## Светитељка и хероина
Јованка је светитељка у Римокатоличкој цркви. У Орлеану су је сматрали религиозном фигуром након што је опсада укинута, а тамо је изговаран годишњи панегирик у њено име све до 1800-их. Године 1849, бискуп Орлеана Феликс Дупанлу је одржао говор који је привукао међународну пажњу и 1869. је поднео петицију Риму да започне поступак беатификације. Папа Пије X ју је прогласио блаженом 1909. године, а канонизирао је 16. маја 1920. папа Бенедикт XV. Њен празник је 30. мај, годишњица њеног погубљења. У апостолском писму, папа Пије XI је прогласио Јовану једном од светаца заштитника Француске 2. марта 1922.
Јованка је канонизована као девица, не као хришћанска мученица јер је била погубљена од стране канонски установљеног суда, који није извршио погубљење због њене вере у Христа, већ због ње приватно откровење. Ипак, она је од своје смрти у народу поштована као мученица: она која је патила због своје скромности и чистоте, своје земље, и снаге својих убеђења. Јованка је такође упамћена као визионарка у Енглеској цркви,ккомеморација јој се ануално одржава 30. маја. Она је поштована у пантеону религије Каодааизам.
Док је Јованка била жива, већ су је упоређивали са библијским женама херојима, као што су Естер, Јудита и Дебора.
Она је описана као модел аутономне жене која је изазвала традиције мушкости и женствености да се чује као индивидуа у патријархалној култури  — постављајући сопствени курс слушајући гласове својих визија. Испунила је традиционално мушку улогу војсковође, док је задржала свој статус храбре жене. Спајањем квалитета повезаних са оба пола, Јованка је инспирисала бројна уметничка и културна дела током многих векова. У деветнаестом веку, стотине уметничких дела о њој — укључујући биографије, драме и музичке партитуре — створене су у Француској, а њена прича је постала популарна као уметничка тема у Европи и Северној Америци. До 1960-их она је била тема хиљада књига. Њено наслеђе је постало интернационало и инспирише нове романе, драме, песме, опере, филмове, слике, књиге за децу, рекламе, компјутерске игрице, стрипове и популарну културу широм света.

## Филмографија
- [142]